# 노랑할미새
노랑할미새(grey wagtail, Motacilla cinerea, 울음소리 (도움말·정보))는 전신 길이가 18~19 센티미터 정도 되는 할미새과에 속하는 새이다.

## 분류
이 종은 1771 조류학 브리태니커(Ornithologia Britannica)라는 책에서 Marmaduke Tunstall이 처음 기술하였다.

## 개요
눈썹은 희고 좁으며, 찢어진 눈테를 가지고 있다. 몸의 윗면은 회색이다. 다 큰 수컷은 목이 까맣고 그 주위로 흰 줄무늬가 둘러져 있다. 청아하고 날카로운 땅울림을 내며 그 노랫소리는 떨리는 소리로 되어있다.

## 분포
이 새는 구북구 지역에 걸쳐 널리 서식하며, 그 개체수는 눈에 띄게 많은 편이다. 아프리카와 아시아를 오가는 철새이다. robusta 종은 시베리아의 아시아 북부 지역부터 한국과 일본의 지역에 이르기까지 새끼를 낳는다. 이들은 동남아시아에서도 겨울을 난다.

## 생태학

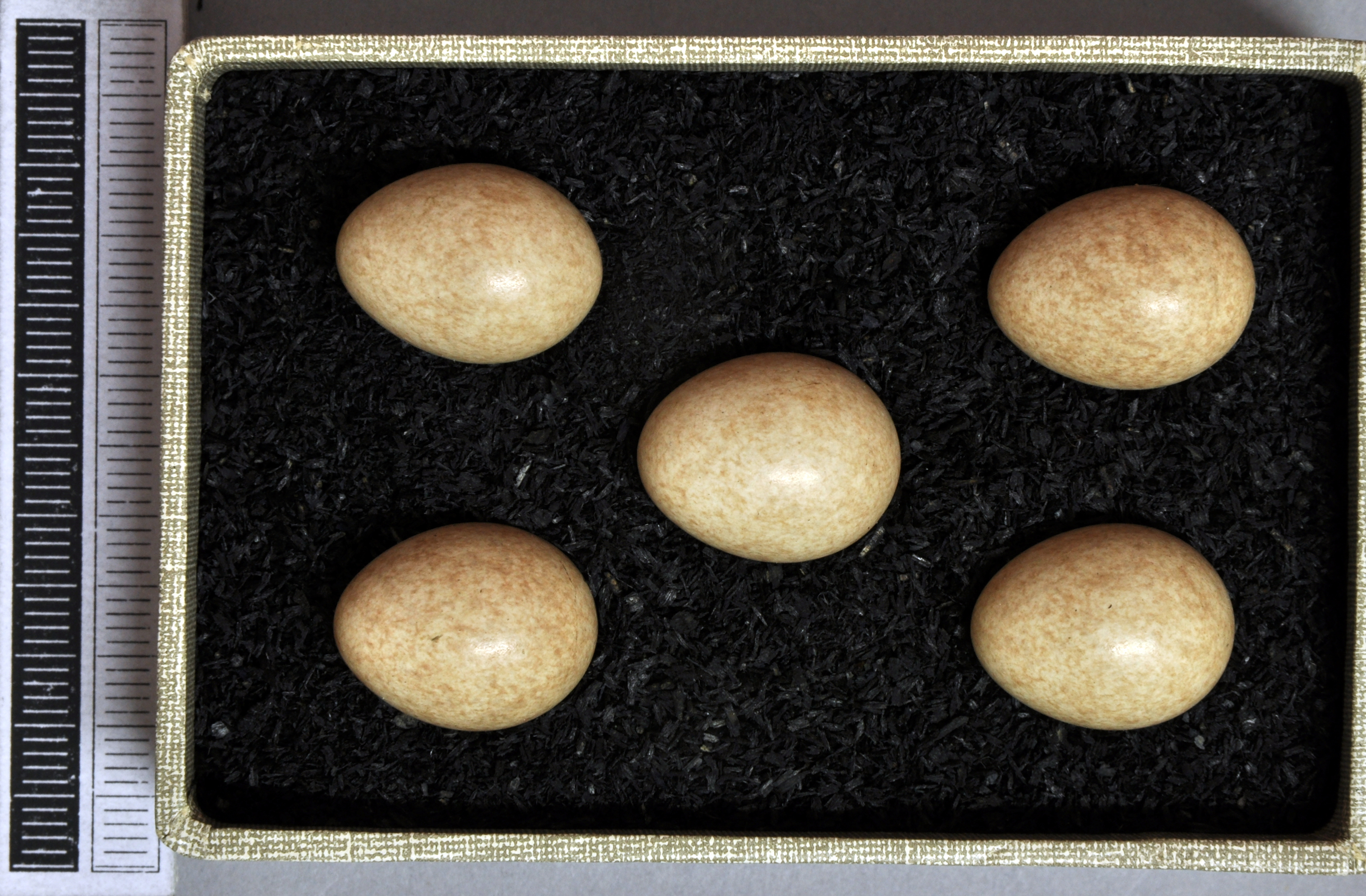
알. 비스바덴 박물관.

번식 시기는 4~6월이며, 둥지는 돌과 나무뿌리 사이의 경사면에 있는, 물 흐름이 센 곳 주변이나 강가에 위치해있다.
알을 품는 기간은 새끼가 깃털이 다 나는 시간까지 합쳐서 2주 정도이다. 이들은 야생에서 최대 8년을 산다.